# Namory Boundy
Namory Boundy (Orléans, 26 ottobre 1989) è un cestista francese con cittadinanza maliana.

## Carriera
Con il Mali ha disputato due edizioni dei Campionati africani (2013, 2015).